# Jan Haken
Jan Haken (Finsterwolde, 13 oktober 1912 – Amsterdam, 20 november 1956) was een Nederlandse CPN-politicus.
Haken groeide op in een Gronings gezin van landarbeiders. Hij bezocht zelf de Kweekschool voor onderwijzers en vervolgens werkte hij als onderwijzer op een lagere school, en als landarbeider en propagandist voor de CPN. Aan het begin van de Tweede Wereldoorlog was hij actief in het verzet en zat daarom tussen 1941 en 1945 gevangen in het concentratiekamp Buchenwald.
Bij de Tweede Kamerverkiezingen van 1946 werd hij verkozen in de Tweede Kamer. Daarnaast was hij lid van het partijbestuur van de CPN, tussen 1947 en 1952 was hij secretaris van het partijbestuur de CPN. Daarna was hij secretaris van de fractie van de CPN. Hij voerde het woord op het gebied van economische zaken, landbouw, verkeer en waterstaat, volkshuisvesting en de PTT. In 1956 werd hij wel herkozen, maar hij overleed voor zijn beëdiging als lid. Zijn broer en ook CPN-lid Harm Haken was van 1946 tot 1962 wethouder van Finsterwolde en tussen 1958 en 1963 lid van de Eerste Kamer.
- Biografisch Portaal: 40697124
- Parlement.com: vg09ll1cllyb